# Farfantepenaeus brevirostris
Farfantepenaeus brevirostris är en kräftdjursart som först beskrevs av Kingsley 1878.  Farfantepenaeus brevirostris ingår i släktet Farfantepenaeus och familjen Penaeidae. Inga underarter finns listade i Catalogue of Life.